# Аллаяров, Газим Закирович
Газим Закирович Аллаяров (баш. Ғәзим Закир улы Аллаяров; 1912—1993) — башкирский писатель и журналист. Участник Великой Отечественной войны. Член Союза писателей (1973).

## Биография
Родился 19 декабря 1912 года в селе Уразово, Верхнеуральского уезда Оренбургской губернии, ныне Учалинского района Республики Башкортостан. Окончил советско-партийную школу в г. Стерлитамаке.
В 1933—1934 гг. работал секретарем политчасти Учалинской МТС, литературным сотрудником газеты «Ударник» (ныне «Учалинская газета»). Служил в рядах Красной Армии, а после учился в Уфимском комвузе.
В 1939—1941 гг. являлся литературным сотрудником, заместителем редактора газеты Кигинского района «К социализму» (ныне «Наши Киги»). Участвовал в Великой Отечественной войне.
После демобилизации работал пропагандистом и заведующим парткабинетом в Кигинском районном комитете КПСС. С 1955 года являлся первым секретарём Кармаскалинского райкома КПСС.
В 1960 году окончил Высшую партийную школу при ЦК КПСС.
В 1962—1970 гг. был первым секретарём Белебеевского районного комитета КПСС. Был депутатом VI и VII созывов Верховного Совета Башкирской АССР.

## Творческая деятельность
1965 году была издана его первая книга «Бер юлдан» («По одной дороге»). Далее были опубликованы повести «Хинган тауҙары аша» (1975; «Через Хинганские горы»), «Утлы ҡойон эсендә» (1978; «В огненном вихре»), где описывались события и судьбы людей во время Великой Отечественной войне. Сборники «Үргә табан» (1967; «В гору»), «Һынау» (1970; «Испытание»), «Ай урағы» (1990; «Лунный серп») посвящены трудовым будням послевоенного села. Строителям города Магнитогорска была посвящена его повесть «Алһыу таңдар атҡанда» (1985; «Утренняя заря»).
Основные произведения:
- Одной дорогой: Повесть. Уфа: Башкнигоиздат, 1965. 100 с.  (баш.)
- К вершине. Уфа: Башкнигоиздат. 1967. 94 с.  (баш.)
- Испытание: Повесть. Уфа: Башкнигоиздат, 1970. 110 с.  (баш.)
- Через горы Хинган: Повести и рассказы. Уфа: Башкнигоиздат. 1975. 119 с.  (баш.)
- Целебный дождь. Повесть и рассказы. Уфа: Башкнигоиздат, 1977. 160 с.  (баш.)
- Дыхание земли. Повесть. Уфа: Башкнигоиздат, 1983. 292 с.
- На заре. Повесть и рассказы. Уфа: Башкнигоиздат. 1985. 176 с.
- Лунный серп: Рассказы. Уфа: Башкнигоиздат. 1990. 120 с.  (баш.)

## Награды
- Орден Отечественной войны II степени;
- два ордена Трудового Красного Знамени;
- две медали «За отвагу».